# Sân bay quốc tế U-Tapao
U-Tapao (tiếng Thái: อู่ตระเภา; cũng đọc Utapao và U-Taphao) (IATA: UTP, ICAO: VTBU)  là sân bay hỗn hợp dân sự (quốc tế) và quân sự của Thái Lan. Trong thời kỳ chiến tranh Việt Nam, đây là sân bay tiền tuyến của Không lực Hoa Kỳ.

## Vị trí
U-Tapao Bangkok 90 dặm về phía đông nam, gần Sattahip bên vịnh Thái Lan, đi xe từ Pattaya và Rayong mất 25 phút. Tọa độ 12°40′40″B 101°00′33″Đ / 12,67778°B 101,00917°Đ.

## Các hãng hàng không dân dụng
| Hãng hàng không | Các điểm đến |
| --------------- | --- |
| AirAsia         | Kuala Lumpur |
| Azur Air        | Theo mùa: Irkutsk, Krasnoyarsk, Moscow-Vnukovo, Novosibirsk, Samara, Tomsk, Yekaterinburg, Novokuznetsk, Vladivostok, Ufa, Khabarovsk, Barnaul, Blagoveshchensk |
| Bangkok Airways | Koh Samui, Phuket |
| S7 Airlines     | Irkutsk (bắt đầu từ ngày 30 tháng 3, 2025) |
| SCAT Airlines   | Theo mùa: Almaty, Astana |
| Thai Lion Air   | Chiang Mai |